# Oraovica (Preševo)
Oraovica (em cirílico: Ораовица) é uma vila da Sérvia localizada no município de Preševo, pertencente ao distrito de Pčinja, na região de Vallée de Preševo. A sua população era de 3374 habitantes segundo o censo de 2002.

## Demografia
| 1948 | 1953 | 1961 | 1971 | 1981 | 1991 | 2002 |
| ---- | ---- | ---- | ---- | ---- | ---- | ---- |
| 2189 | 2388 | 2698 | 3284 | 3776 | 4113 | 3774 |